# Лемб, Хьюберт
Хьюберт Гораций Лемб (англ. Hubert Horace Lamb, 22 сентября 1913 Бедфорд — 28 июня 1997, Холт (Норфолк)) — английский климатолог, который в 1972 году основал Подразделение по исследованию климата в Школе изучение окружающей среды Университета Восточной Англии.

## Исследования
Большую часть своей научной жизни Лемб провел в Метеорологическом бюро Великобритании, где начинал как техник. Будучи квакером, он отказался работать над метеорологией распространения ядовитых газов во время Второй мировой войны и был переведен в Ирландскую метеорологическую службу, которая имела тогда тесные связи с Метеорологическим бюро. После возвращения на службу Великобритании по окончании войны его обязанности касались долгосрочного прогноза погоды, мировой климатологии и изменений климата. Ради этого Лэмб провел несколько лет в Антарктиде, на Мальте и в Северной Африке, а также стал членом Рабочей группы ВМО по климатическим колебаниям.
Лэмб одним из первых выдвинул идею, что климат мог меняться в пределах человеческого опыта, что противоречило принятому представлению о климате как константе для практических целей. Он разработал ранние теории о средневековом климатическом оптимуме и малом ледниковом периоде. Лэмб стал известным по своему предвидению глобального похолодания и грядущего ледникового периода, а впоследствии он осветил более близко в будущем глобальное потепление.

### Средневековый теплый период
В 1965 году он опубликовал свое исследование на тему «Ранний средневековый теплый период и его продолжение» «(The early medieval warm epoch and its sequel)» на основе «данных из ботанических, историкодокументальных и метеорологических исследований». По его мнению, «во многих областях исследований накопились доказательства ощутимо теплого климата во многих частях мира, длился около 1000—1200 лет нашей эры и сменился снижением уровней температуры до 1500—1700 годов, самой холодной фазы со времен последнего ледникового периода». В статье содержались диаграммы температур в центральной Англии, которые в версии 1982 года учитывали также «вероятную нехватку сообщений о мягкие зимы в Средневековье» и «некоторые ботанические замечания», в частности исторические записи с виноградников южной и восточной Англии. Эта версия появилась в IPCC First Assessment Report в 1990 году (страница 202) как «Схематическая диаграмма глобальных температурных вариаций за последнюю тысячу лет».

### Подразделение по исследованию климата
В 1971 году Лэмб решил проводить свои пионерские исследования в университете, и стал первым директором Подразделения по исследованию климата «(Climatic Research Unit)», основанного в 1972 году в Школе изучение окружающей среды в Университете Восточной Англии.
В 1973 и 1975 годах он организовал две международные конференции в Норвиче. Его называли «ледниковым человеком» за его точку зрения, что глобальное похолодание приведет к будущему ледниковому периоду в пределах 10 тысяч лет, с некоторыми острыми фазами похолодания «в следующие тысячу-две лет».:368
Однако он также признавал, что в пределах века может иметь серьезные последствия глобальное потепление.:365
Его предостережения относительно вреда сельскому хозяйству, таяние ледниковых шапок и затопления городов привлекли широкое внимание и помогли сформировать общественное мнение. Он получил спонсорскую помощь от семи крупных страховых компаний, которые хотели использовать исследования подразделения на пользу собственному исследованию влияния изменений климата на страхование от штормов и паводков. Лэмб ушел из подразделения в 1978, а его вклад в работу подразделения был признан в 1981 предоставлением ему почетной степени доктора наук.

### Острые климатические изменения и глобальное потепление
Книга Лэмба «История климата и будущее» «(History Climatic and the Future)» 1977 года описывает исследование ископаемой пыльцы, которое показало острую смену от ледниковой эры сосен до дубов.
В предисловии к изданию книги 1984 года Лэмб вспоминает исследование «проблемы углекислого газа» и призывает больше исследовать прошлый климат, в частности «доказательства того, что некоторые весомые климатические изменения произошли на удивление быстро». Он предполагает, что следующее покрытие ледником начнется через 3-7 тысяч лет.

## Семья
Лэмб — внук математика Горация Лэмба. Сын Хьюберта, Норман Лэмб — член пармамента от Северного Норфолка.

## Память
В августе 2006 года здание Подразделения по изучению климата в Университете Восточной Англии было переименовано в Здание Хьюберта Лэмба. В том же году работа Лемба была упомянута в «топ-100 открытий, инноваций и исследовательских проектов последних 50 лет, произошедших в университетах Великобритании и изменивших мир».
В сентябре 2013 года день столетия со дня рождения Лемба был отмечен симпозиумом в Университете Восточной Англии, организованным совместно с Королевским метеорологическим обществом.

## Награды
- Золотая медаль Саймонса от Королевского метеорологического общества, Великобритания[2]
- Премия Мерчинсона Королевского географического общества, Великобритания[2]
- Медаль Вега от Шведского географического общества.
- EGS Honorary Membership 1997